# Carlos Bellvís
Carlos Bellvís Llorens (Valencia, 24 aprile 1985) è un ex calciatore spagnolo, di ruolo difensore.

## Carriera
Nella stagione 2007-2008 ha giocato nella seconda serie spagnola con l'Elche; l'anno seguente è passato in prestito al Numancia, con cui ha giocato 28 partite e segnato un gol nella Liga. È poi stato acquistato dal Tenerife, con cui nella stagione 2009-2010 è retrocesso dalla Liga, giocando 14 partite in massima serie. Dopo un'altra stagione al Tenerife, nel 2011 passa al Celta Vigo, con cui conquista una promozione in massima serie. Nella stagione 2012-2013 ha giocato nella Liga sempre al Celta, collezionando 13 presenze. Nel 2014 si trasferisce all'Alcorcón, in seconda divisione; rimane in squadra fino al termine della stagione 2021-2022, per complessive 228 presenze e 4 reti in incontri di campionato.